# Andreas Papandreou
Andreas Papandreou (în greacă Ανδρέας Γεωργίου Παπανδρέου, n. 5 februarie 1919, Chios - d. 23 iunie 1996,  Ekali) a fost un om politic grec. Este fiul lui Georgios Papandreou, fost prim-ministru și al soției acestuia Sofia Mineyko.
În timpul studiilor de Drept la Universitatea din Atena a frecventat mediile troțkiste, ceeace a cauzat arestarea, închiderea și torturarea sa, în anul 1939, sub dictatura lui Ioannis Metaxas. După eliberarea  sa din închisoare a plecat în Statele Unite, unde a obținut cetățenia americană în anul 1944.
În urma puciului militar din anul 1967 a fost arestat, dar ulterior a devenit prim-ministru al Greciei între anii 1981-1989 și 1993-1996. În perioada 1974-1996 a fost lider al PASOK (în trad. Mișcarea Panelenică Socialistă).
Este tatăl lui Giorgos Andreas Papandreou.